# Famille de la somatostatine
La famille de la somatostatine est une famille de protéines dont le membre titulaire est la somatostatine, une hormone qui inhibe la libération de la somatotrophine hypophysaire (hormone de croissance) et la libération de glucagon et d'insuline par le pancréas à l'état de jeûne.  
La Cortistatine est un neuropeptide au niveau du cortex cérébral avec des propriétés dépressives sur les neurones et des propriétés de modulation du sommeil. 

## Protéines humaines de cette famille
CORT: cortistatine  
SST: somatostatine 